# Кутернон
Кутернон (фр. Couternon) насеље је и општина у источном делу централне Француске у региону Бургоња, у департману Златна обала која припада префектури Дижон.
По подацима из 2011. године у општини је живело 1721 становника, а густина насељености је износила 252,72 становника/km². Општина се простире на површини од 6,81 km². Налази се на средњој надморској висини од 220 метара (максималној 229 m, а минималној 211 m).

## Демографија
| 1962. | 1968. | 1975. | 1982. | 1990. | 1999. | 2011. |
| ----- | ----- | ----- | ----- | ----- | ----- | ----- |
| 228   | 345   | 590   | 745   | 1.116 | 1.515 | 1.721 |

График промене броја становника у току последњих година